# Turneffe Islands
Turneffe Islands är öar i Belize. De ligger i distriktet Belize, i den östra delen av landet, 100 km öster om huvudstaden Belmopan.

## Geografiska objekt knutna till öarna

### Öar
- Turneffe Atoll, 17°20′00″N 87°52′00″V / 17.33333°N 87.86667°V
- Crawl Cay, 17°34′00″N 87°48′00″V / 17.56667°N 87.8°V
- Three Corner Cay, 17°32′00″N 87°46′00″V / 17.53333°N 87.76667°V

### Lagun
- Central Lagoon, Turneffe Atoll, 17°20′00″N 87°52′00″V / 17.33333°N 87.86667°V

### Uddar

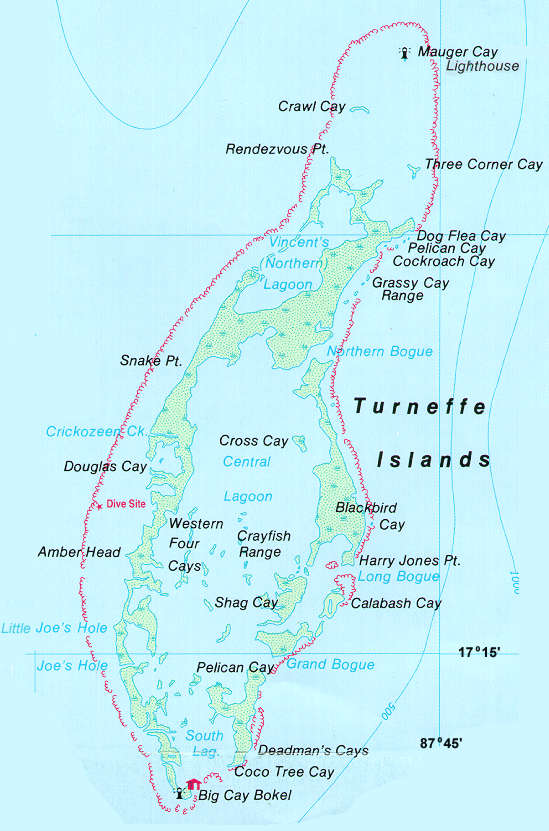

- Amber Head, 17°18′00″N 87°56′00″V / 17.3°N 87.93333°V
- Grand Point, 17°10′06″N 87°54′20″V / 17.16826°N 87.90547°V
- Harry Jones Point, 17°18′00″N 87°48′00″V / 17.300°N 87.800°V
- Rendezvous Point, 17°32′40″N 87°48′38″V / 17.54433°N 87.81067°V
- Snake Point, 17°25′00″N 87°54′00″V / 17.41667°N 87.9°V